# Winterhulp Nederland

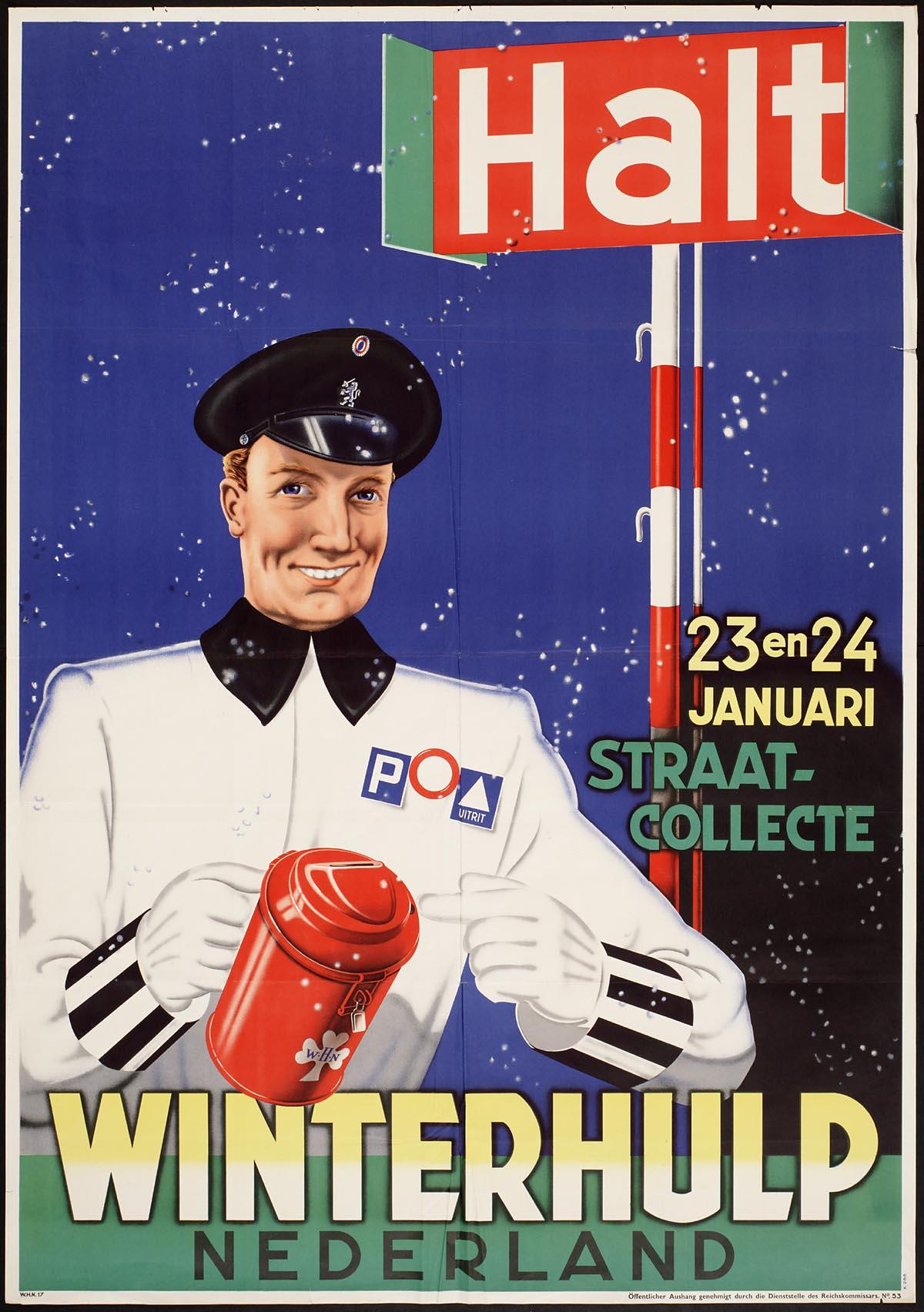
Affiche voor een Winterhulp-collecte uit 1942

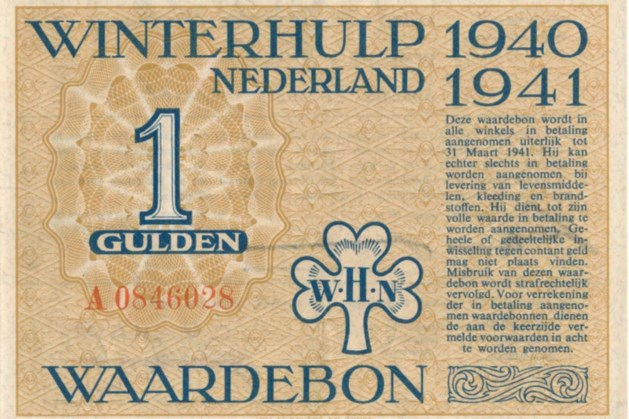
Winterhulp Nederland gaf waardebonnen van fl. 0,50, fl. 1,- en fl. 2,50 uit, die mensen konden besteden bij winkels, maar alleen voor levensmiddelen, kleding en brandstoffen.

De Stichting Winterhulp Nederland (WHN) was de nationaalsocialistische organisatie die tijdens de Tweede Wereldoorlog alle maatschappelijke hulpverlening zoals verleend door de overheid, particuliere en kerkelijke organisaties in Nederland moest overnemen.

## Oprichting
Winterhulp werd opgericht op 22 oktober 1940 door rijkscommissaris Seyss-Inquart. De hulpverlening was volgens het spraakgebruik op de winter gericht. Volgens de nationaalsocialistische leer kon er geen armoede bestaan, maar in tijden van winterkou zou extra liefdadigheid in de vorm van voedsel, kleding en dergelijke nodig zijn. Volgens artikel 2 van het oprichtingsdecreet was de doelstelling: “Het is de taak der Stichting om de in het bezette Nederlandsche gebied levende behoeftige Nederlandsche staatsburgers zonder aanzien des persoons hulp en ondersteuning te verschaffen”. De steun bestond uit waardebonnen en goederen als levensmiddelen, kleding etc. Aanvankelijk kregen Joden ook steun, maar die hulp stopte al snel.

## Organisatie
De Winterhulp kreeg de vorm van een stichting onder leiding van een directeur-generaal die alleen aan de rijkscommissaris verantwoording schuldig was. De eerste directeur-generaal was Carel Piek (tot 1 juni) 1942 en de tweede (en laatste) Frederik Willem van Vloten (tot de ineenstorting van de Winterhulp na Dolle Dinsdag). Een landelijk erecomité en een commissie voor toezicht op de financiën zouden de bestuurlijke verantwoordelijkheid dragen. In het erecomité namen enkele secretarissen-generaal en alle elf commissarissen der provincies zitting, ook Meinoud Rost van Tonningen was lid van het erecomité. De controle van de financiën vond plaats onder leiding van de secretaris-generaal van financiën, L.J.A. Trip.
Alle Nederlandse burgemeesters werden benoemd tot plaatselijke directeuren. Iedere provincie had een bureau, daarnaast waren er bureaus in de grote steden Amsterdam, Rotterdam en Den Haag. Er was ook sprake van 'kringen', onder meer in de Gelderse Vallei, en van lokale afdelingen, onder andere in Maassluis. Het hoofdkantoor had een afdelingsstructuur: er waren afdelingen voor propaganda en voorlichting, organisatie, statistiek, inkoop en financiën.

## Inkomsten en uitkeringen

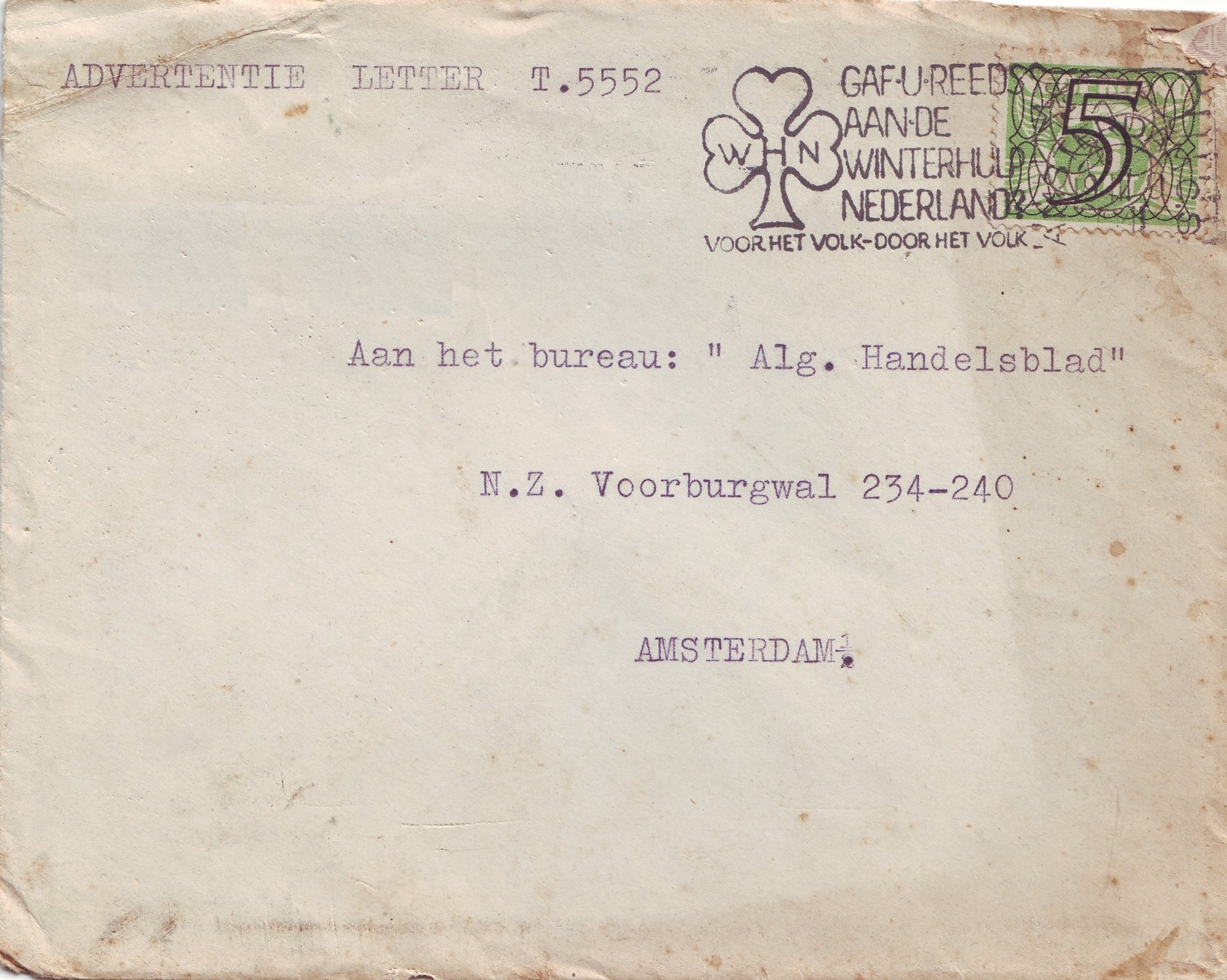
Brief uit 1941. In het vlagstempel wordt reclame gemaakt voor de Winterhulp. "Gaf u reeds aan de Winterhulp Nederland? Voor het volk - door het volk".

De inkomsten van de Winterhulp bestonden uit: collecten, loterijen, 5% uit de winst van bedrijven en een inhouding van 1% op lonen van werknemers. De collecten waren niet erg populair bij de Nederlanders, regelmatig werd er opgeroepen niets te geven aan de NSB'ers. “Nog geen knoop van mijn gulp voor de winterhulp” werd er wel op posters van de winterhulp geklad. De loterijen waren daarentegen wel populair, omdat de goklust het nogal eens won van de principes. Om gulle gaven bij collectes te stimuleren ontvingen gevers speldjes. Deze speldjes werden in telkens andere series uitgegeven (sprookjes, bloemen, verkeersborden etc.) waardoor ze populaire spaarobjecten werden. Het eerste speldje dat in Nederland werd uitgegeven, was een lichtgevend molentje. De 'gewone' bevolking wilde de speldjes helemaal niet en zei: “Alleen NSB'ers lopen met molentjes.” Echt vrijblijvend waren de collecten in latere jaren niet meer, er werd gecontroleerd of iemand gaf en hoeveel.
Als uitkering gaf Winterhulp Nederland waardebonnen uit waarmee de ontvanger levensmiddelen, kleding, schoenen en brandstof kon kopen. Alle winkels waren verplicht de waardebonnen te accepteren. Het was verboden om de bonnen tegen contant geld te wisselen. De WHN toetste na aanvraag eerst of mensen in aanmerking kwamen voor bonnen.

## Effectiviteit
Medio 1941 kwam de Nederlandsche Volksdienst (NVD) tot stand. Deze moest uiteindelijk de Winterhulp en andere organisaties overkoepelen om het gehele domein van de sociale en maatschappelijke zorg voor zijn rekening te nemen. De Winterhulp profileerde zichzelf als een breed en vooral Nederlands nationaal platform voor sociale zorg. Men legde veel nadruk op het Nederlandse karakter van Winterhulp, de nazi-politieke oriëntatie van de organisatie viel echter niet te verhullen. Mede daardoor was het succes en daarmee de effectiviteit gering.